# Troglomyces twitteri
Troglomyces twitteri — вид мікроскопічних паразитичних аскомікотових грибів родини Laboulbeniaceae. Описаний у 2020 році. Вид названо на честь соціальної мережі Твіттер, так як її користувачі допомогли виявити новий вид.

## Відкриття
Вперше гриб виявили на фотографії багатоніжки Cambala annulata зі штату Огайо (США), яку розмістили в 2018 році в інтернеті. Фотографію виклав користувач мережі Twitter на ім'я Дерек Геннен (Derek Hennen), а помітила паразитів Ана Софія Реболейра (Ana Sofia Reboleira) з Музею природознавства Данії в Копенгагені. Мікроскопічні дослідження представників роду багатоніжок Cambala (Cambalidae, Spirostreptida), проведені фахівцями в музеях Данії та Франції, підтвердили відкриття.

## Опис
Мікроскопічного розміру паразитичні гриби. Загальна довжина складає близько 0,1 мм. Розмір перитеція: 45-66 × 14-23 мкм. Паразитує на багатоніжках. Від близьких видів відрізняється будовою клітин і їх придатків.